# Jüdische Gemeinde Järkendorf
Die Jüdische Gemeinde Järkendorf war eine Israelitische Kultusgemeinde auf dem Gebiet des heutigen Prichsenstadter Ortsteils Järkendorf im unterfränkischen Landkreis Kitzingen. Sie bestand vom 18. Jahrhundert bis zum Jahr 1883. 

## Geschichte
Die jüdischen Familien bewohnten im 18. Jahrhundert ein sogenanntes Judenhaus, welches inmitten des Ortes lag. Für das Jahr 1720 sind immerhin zwei jüdische Haushalte in Järkendorf nachgewiesen. Im Jahr 1740 lebten bereits sechs Familien jüdischen Glaubens in dem Dorf. Der geringen Anzahl dieser Bevölkerungsgruppe war es allerdings geschuldet, dass die Järkendorfer Juden im 18. Jahrhundert keine eigene Gemeinde bilden konnten.
Nachdem das Königreich Bayern die Anzahl der Juden auf sogenannte Matrikelplätze festgelegt hatte, wohnten im Jahr 1817 acht jüdische Familien in Järkendorf. Die Viehhändler Joseph Samuel Reinhard, Samuel Salomon Schild und der Händler Hirsch Salomon Löbhard. Feist Hennoch Hennochstein war als Sieder tätig. Hajum Wolf Wolfsthaler und Loeb Machul Hartenstein arbeiteten als Schmuser. Hirsch Mayer Wesser war Porzellanhändler und Moses Schild arbeitete ab 1825 als Bauer.
Ein Jahr später, 1818, bewohnten immer noch vier Familien das Judenhaus, ehe sich die Juden bis zum Jahr 1827 in verschiedenen Häusern in Järkendorf ansiedelten. Im Jahr 1852 besaßen sechs jüdische Familien ein eigenes Haus im Ort. In einem dieser Häuser war auch ein kleiner Betsaal untergebracht. Mit einem Gesuch aus dem Jahr 1854 versuchten die Järkendorfer Juden aus der Brünnauer Schule ausgeschult werden und ein eigenes Schulhaus zu erhalten.
Im Jahr 1855 wurden die drei jüdischen Gemeinden Järkendorf, Rimbach und Lülsfeld als eigener Schulsprengel etabliert. Der Unterricht fand abwechselnd in den drei Orten statt. Bis in die 1880er Jahre verzogen die jüdischen Bewohner, die meisten siedelten sich im nahen Gerolzhofen an. Im Jahr 1883 starb die letzte jüdische Einwohnerin. Das Judenhaus war bereits in der Mitte des 19. Jahrhunderts verkauft worden. Es wurde 1958 abgebrochen.

## Gemeindeentwicklung
Die Kultusgemeinde war ab dem Jahr 1839 dem bayerischen Distriktsrabbinat Niederwerrn zugeordnet, welches ab 1864 ins Distriktsrabbinat Schweinfurt umgewandelt wurde.
| Jahr | Mitglieder | Jahr | Mitglieder | Jahr | Mitglieder |
| ---- | ---------- | ---- | ---------- | ---- | ---------- |
| 1813 | 21         | 1830 | 32         | 1875 | 17         |